# Marcel Cheron
Marcel Cheron (Itter, 10 augustus 1957) is een voormalig Belgisch politicus voor SeP en  vervolgens Ecolo.

## Levensloop
Cheron behaalde in 1980 het diploma van licentiaat geschiedenis aan de UCL. Na zijn studies was hij korte tijd actief als leraar en tussen 1982 en 1989 werkte hij als wetenschappelijk onderzoeker en expert, telkens op tijdelijke contracten.
Hij militeerde eerst bij de progressieve beweging Solidarité et Participation (SeP) en vervoegde vervolgens de rangen van Ecolo, de partij waarvoor hij in 1988 werd verkozen tot gemeenteraadslid van Nijvel. Van 1989 tot 1991 was hij federaal secretaris en samen met Jacky Morael woordvoerder van de partij. In november 1991 werd Cheron verkozen tot volksvertegenwoordiger voor het kiesarrondissement Nijvel en oefende dit mandaat uit tot in 1995. Na zijn verkiezing in de Kamer nam hij conform de statuten van zijn partij ontslag als federaal secretaris en woordvoerder van Ecolo en als gemeenteraadslid van Nijvel. Als gevolg van de toen bestaande dubbelmandaten zetelde hij in de periode 1992-1995 van rechtswege ook in de Raad van de Franse Gemeenschap en de Waalse Gewestraad. In de Waalse Gewestraad was Cheron van 1992 tot 1993 lid van de onderzoekscommissie over de afvalkwestie, waaruit hij uit ontevredenheid ontslag nam. In de Raad van de Franse Gemeenschap toonde hij belangstelling voor culturele en audiovisuele kwesties en het onderwijs. Van 1992 tot 1994 was Cheron er secretaris en van 1994 tot 1995 fractieleider.
Na de verkiezingen van 1995 opteerde Cheron voor het gewestelijke niveau en werd hij voor het arrondissement Nijvel verkozen in het Waals Parlement, waar hij tot in 2014 bleef zetelen. In dezelfde periode zetelde Cheron in het Parlement van de Franse Gemeenschap, waar hij van 1995 tot 2014 fractievoorzitter was voor Ecolo. In het Waals Parlement werd hij lid van de commissie Ruimtelijke Ordening en de commissie Algemene Zaken, in het Parlement van de Franse Gemeenschap zetelde hij in de commissie Onderwijs. Daarnaast zetelde hij van 1999 tot 2003, van 2004 tot 2005 en opnieuw van 2007 tot 2014 als gemeenschapssenator in de Senaat. 
Tijdens zijn periode in de Senaat was hij lid van de commissie Institutionele Aangelegenheden en maakte hij deel uit van de intergouvernementele en interparlementaire conferentie voor de institutionele vernieuwing. Hij was eveneens betrokken bij het opstellen van het Lambermontakkoord en droeg intensief bij aan de onderhandelingen over de splitsing van de kieskring Brussel-Halle-Vilvoorde. In 2008 maakte hij deel uit van de groep van achttien mandatarissen die, onder voorzitterschap van Yves Leterme, een nieuwe staatshervorming onderhandelden. Tijdens de langdurige regeringsonderhandelingen van 2010-2011 was hij een van de medeonderhandelaars van het in oktober 2011 afgesloten Vlinderakkoord, dat leidde tot de zesde staatshervorming en onder andere de splitsing van BHV, de hervorming van de financieringswet, de overheveling van verschillende bevoegdheden naar de deelstaten en een grondige hervorming van de Senaat bevatte. 
Van 2006 tot 2012 was Cheron opnieuw gemeenteraadslid van Nijvel. In mei 2014 werd hij opnieuw verkozen in de Kamer van volksvertegenwoordigers, waar hij tot in 2019 bleef zetelen. Bij de verkiezingen dat jaar was hij geen kandidaat meer.
Sinds 6 juni 2010 is hij ridder in de Leopoldsorde.

## Eretekens
- 2019: Grootofficier in de Leopoldsorde[3]